# Roscello Vlijter
Roscello Vlijter (Paramaribo, 1º gennaio 2000) è un calciatore surinamese, attaccante del Riteriai.

## Caratteristiche tecniche
È un'ala destra.

## Statistiche

### Cronologia presenze e reti in nazionale
| Cronologia completa delle presenze e delle reti in nazionale ― Suriname | Cronologia completa delle presenze e delle reti in nazionale ― Suriname | Cronologia completa delle presenze e delle reti in nazionale ― Suriname | Cronologia completa delle presenze e delle reti in nazionale ― Suriname | Cronologia completa delle presenze e delle reti in nazionale ― Suriname | Cronologia completa delle presenze e delle reti in nazionale ― Suriname | Cronologia completa delle presenze e delle reti in nazionale ― Suriname | Cronologia completa delle presenze e delle reti in nazionale ― Suriname |
| Data                                                                    | Città                                                                   | In casa                                                                 | Risultato                                                               | Ospiti                                                                  | Competizione                                                            | Reti                                                                    | Note                                                                    |
| ----------------------------------------------------------------------- | ----------------------------------------------------------------------- | ----------------------------------------------------------------------- | ----------------------------------------------------------------------- | ----------------------------------------------------------------------- | ----------------------------------------------------------------------- | ----------------------------------------------------------------------- | ----------------------------------------------------------------------- |
| 5-9-2019                                                                | Roseau                                                                  | Dominica                                                                | 1 – 2                                                                   | Suriname                                                                | CONCACAF Nations League 2019-2020 - 1º turno                            | -                                                                       |                                                                         |
| 9-9-2019                                                                | Paramaribo                                                              | Suriname                                                                | 6 – 0                                                                   | Nicaragua                                                               | CONCACAF Nations League 2019-2020 - 1º turno                            | -                                                                       | 67’                                                                     |
| 15-10-2019                                                              | Paramaribo                                                              | Suriname                                                                | 0 – 1                                                                   | Saint Vincent e Grenadine                                               | CONCACAF Nations League 2019-2020 - 1º turno                            | -                                                                       | 68’                                                                     |
| 27-3-2022                                                               | Thanyaburi                                                              | Thailandia                                                              | 1 – 0                                                                   | Suriname                                                                | Amichevole                                                              | -                                                                       | 45’                                                                     |
| 5-6-2022                                                                | Paramaribo                                                              | Suriname                                                                | 1 – 1                                                                   | Giamaica                                                                | CONCACAF Nations League 2022-2023 - 1º turno                            | -                                                                       |                                                                         |
| 8-6-2022                                                                | Kingston                                                                | Giamaica                                                                | 3 – 1                                                                   | Suriname                                                                | CONCACAF Nations League 2022-2023 - 1º turno                            | -                                                                       | 80’                                                                     |
| 12-6-2022                                                               | Torreón                                                                 | Messico                                                                 | 3 – 0                                                                   | Suriname                                                                | CONCACAF Nations League 2022-2023 - 1º turno                            | -                                                                       | 88’                                                                     |
| 22-9-2022                                                               | Almere                                                                  | Suriname                                                                | 2 – 1                                                                   | Nicaragua                                                               | Amichevole                                                              | -                                                                       | 62’                                                                     |
| 24-3-2023                                                               | Paramaribo                                                              | Suriname                                                                | 0 – 2                                                                   | Messico                                                                 | CONCACAF Nations League 2022-2023 - 1º turno                            | -                                                                       | 30’                                                                     |
| 18-6-2023                                                               | Fort Lauderdale                                                         | Suriname                                                                | 0 – 0 (3 - 4 dtr)                                                       | Porto Rico                                                              | Qual. Gold Cup 2023                                                     | -                                                                       | 65’                                                                     |
| 9-9-2023                                                                | Saint George's                                                          | Grenada                                                                 | 1 – 1                                                                   | Suriname                                                                | CONCACAF Nations League 2023-2024 - 1º turno                            | -                                                                       | 45’                                                                     |
| 12-9-2023                                                               | L'Avana                                                                 | Cuba                                                                    | 1 – 0                                                                   | Suriname                                                                | CONCACAF Nations League 2023-2024 - 1º turno                            | -                                                                       | 74’                                                                     |
| 15-11-2024                                                              | Paramaribo                                                              | Suriname                                                                | 0 – 1                                                                   | Canada                                                                  | CONCACAF Nations League 2024-2025 - Quarti di finale                    | -                                                                       | 89’                                                                     |
| Totale                                                                  |                                                                         | Presenze                                                                | 13                                                                      |                                                                         | Reti                                                                    | 0                                                                       |                                                                         |

## Palmarès

### Club

#### Competizioni nazionali
- Pirma lyga: 1

Riteriai: 2024